# Brentwood (Tennessee)
Brentwood è una città degli Stati Uniti d'America, situata nello Stato del Tennessee, nella contea di Williamson.

## Storia
I primi abitanti riconosciuti di Brentwood furono comunità preistoriche di nativi americani. Questa popolazione, conosciuta come Indiani dei tumuli o Indiani delle scatole rocciose, costruirono montagnette artificiali con edifici cerimoniali. Questo primo insediamento fu ritrovato nella suddivisione di Meadowlake, nel sito della biblioteca fra Concord Road e il Primm Historic Park, dove gran parte dei tumuli sono ancora visibili oggi. Intorno al 1300 i gruppi di nativi sembrano scomparire. Nessuno sa se ciò fu causato da malattie, da una loro scelta o perché minacciati da azioni guerresche.
Quando i primi coloni bianchi arrivarono a Bretonwood nel tardo XVIII secolo, l'area era diventata un terreno di caccia per i nativi americani nomadi provenienti dalla Georgia e dall'Alabama. Questa situazione sfociò in vari conflitti. Ci fu almeno un massacro, avvenuto nel 1786, presso il forte della famiglia Sutherland Mayfield a Wilson Pike e Old Smirne Road. Mayfield e altri due uomini furono uccisi e loro figlio George fu tenuto in prigionia per dieci anni.
Alcune delle prime famiglie di coloni stabili furono quelle di James Sneed, Robert Irvin Moore, Thomas Hardeman, Gresham Hunt, Samuel e Andrew Crockett, e John Edmondson, che arrivarono prima del 1800.  Gli Holts, Herberts, Frosts, Hadleys, Hightowers, McGavocks, e Owens seguirono presto. Molte di queste famiglie ricevettero assegnazioni di terre a causa del servizio nelle truppe della Virginia o North Carolina durante la rivoluzione americana.
Il sito originale delle principali attività economiche era presente in località Frost place sull'Old Smyrna Road, ed includeva un negozio di alimentari, mulino e ufficio postale. Presto alcune chiese, prevalentemente Metodiste, si presentarono e la vita comunitaria si stabilì Quando arrivò anche la ferrovia, e fu costruita una stazione, il centro del commercio cambiò e si spostò nell'odierno centro cittadino. Il villaggio di Brentwood da quel punto iniziò a prosperare. Sorsero numerose piantagioni, e il cotone divenne la coltura da reddito principale.
Il 25 marzo 1863, il Brigadiere generale confederato Nathan Bedford Forrest guidò una colonna di uomini nei territori di Brentwood, controllati dall'Unione, con l'intenzione di catturare la sezione ferroviaria di Nashville & Decatur. Forrest compì un attacco furtivo sulle truppe del Tenente colonnello dell'Unione Edward Bloodgood. Forrest tagliò i fili del telegrafo, isolando Bloodgood, mentre venivano schierate batterie di artiglieria pesante. Lo stesso giorno dell'attacco, Bloodgood si arrese, e consegnò Bretonwood nelle mani dei confederati, con una perdita significativa per i Federali. Complessivamente vi furono 305 morti fra i soldati dell'Unione e 6 fra le truppe confederate. In seguito all'attacco una gran parte della città fu distrutta.
Dopo la guerra, molti appezzamenti di terra furono venduti, e piccole aziende agricole punteggiavano il paesaggio. Il tabacco venne scelto come nuova coltura principale. La popolazione quindi rimase stabile per i successivi cento anni. Negli anni 30, Brentwood cominciò ad estendersi. Una per una, le case coloniche intorno alle piantagioni furono acquistate e restaurate, e la caccia alla volpe e ai cavalli è divenne comune.
Il 15 aprile 1969, Brentwood fu incorporata come città. Nello stesso anno un'autostrada attraversò l'area, e segnò l'inizio di una crescita residenziale e commerciale. Il complesso di uffici della Maryland Farms fu costruito pochi anni dopo su quello che un tempo era la fattoria e campo da corsa "American Saddle Horse", dove sino alla metà degli anni 70 era ospitato Il derby di Brentwood.

## Geografia fisica
Secondo il censimento del 2000, Brentwood ha un'area di 35,4 miglia quadrate (92 km²), ma un'annessione territoriale avvenuta nel 2001 ha incrementato l'estensione a 40,8 miglia quadrate (106 km²).

## Società

### Evoluzione demografica
Secondo il censimento del 2010, la città ha una popolazione di 37 060 persone, comprendente anche 11 791 famiglie che risiedono nella città. La densità di popolazione è di 676,7 abitanti per miglio quadrato (261,3/km²). Ci sono 12 577 unità abitative con una densità media di 227,7 per miglio quadrato (87,9/km²). La composizione etnica della città è 90,0% di razza caucasica, 3,0% afroamericano, 0,2% nativi americani, 5,0% asiatici, e 1,6% da due o più etnie. Gli ispanici e i latino di ogni etnia sono il 2,1% della popolazione. Brentwood è la città più istruita del Tennessee, in proporzione, con il 98,4% dei residenti adulti (25 anni e più) in possesso di un diploma di scuola superiore, e il 68,4% degli adulti in possesso di una laurea o un titolo superiore (sempre secondo i dati del censimento 2010).
Vi sono 11 791 famiglie fra cui il 48,2% che hanno bambini al di sotto dei 18 anni che vivono con loro. L'82,2% delle famiglie erano coppie sposate conviventi, il 4,9% hanno un capofamiglia femminile senza marito ed il 11,5% erano non-famiglie. Il 10,0% di tutte le famiglie cono composte da singoli individui ed il 3,2% vive da solo con qualcuno che ha 65 anni di età o più. Il numero medio di componenti della famiglia è 3,02 ed il formato medio della famiglia era 3,24.
Nella città la popolazione è distribuita con il 31,5% di età inferiore ai 18 anni, il 4,3% dai 18 ai 24, il 23,6% dai 25 ai 44, il 32,4%  dai 45 ai 64, e l'8,2% di chi ha 65 anni di età o più. L'età media è di 41 anni. Per ogni 100 femmine ci sono 97,1 maschi. Per ogni 100 femmine sopra i 18 anni, ci sono 93,2 maschi.
Nel 2010, il reddito medio familiare a Brentwood è di 126787 $. Il reddito pro capite per la città è di 55002 $. Circa il 2,0% della popolazione vive sotto la soglia di povertà.
Inoltre, la contea di Williamson è classificata tra le contee più ricche del paese.  Secondo l'US Census Bureau nel 2006 Brentwood è stata considerata come 11° contea più ricca del paese, ma per il Consiglio per la Comunità e la Ricerca economica, la contea di Williamson è la più ricca contea degli Stati Uniti (primo posto), quando il costo della vita locale è stato preso in considerazione in l'equazione con famiglia mediana reddito.